# ماري كانفيلد بالارد
ماري كانفيلد بالارد (بالإنجليزية: Mary Canfield Ballard)‏ هي كاتبة ترانيم وكاتِبة وشاعرة أمريكية، ولدت في 22 يونيو 1852 في تروي في الولايات المتحدة، وتوفيت في 7 سبتمبر 1927.